# Dorfkirche Thieschitz

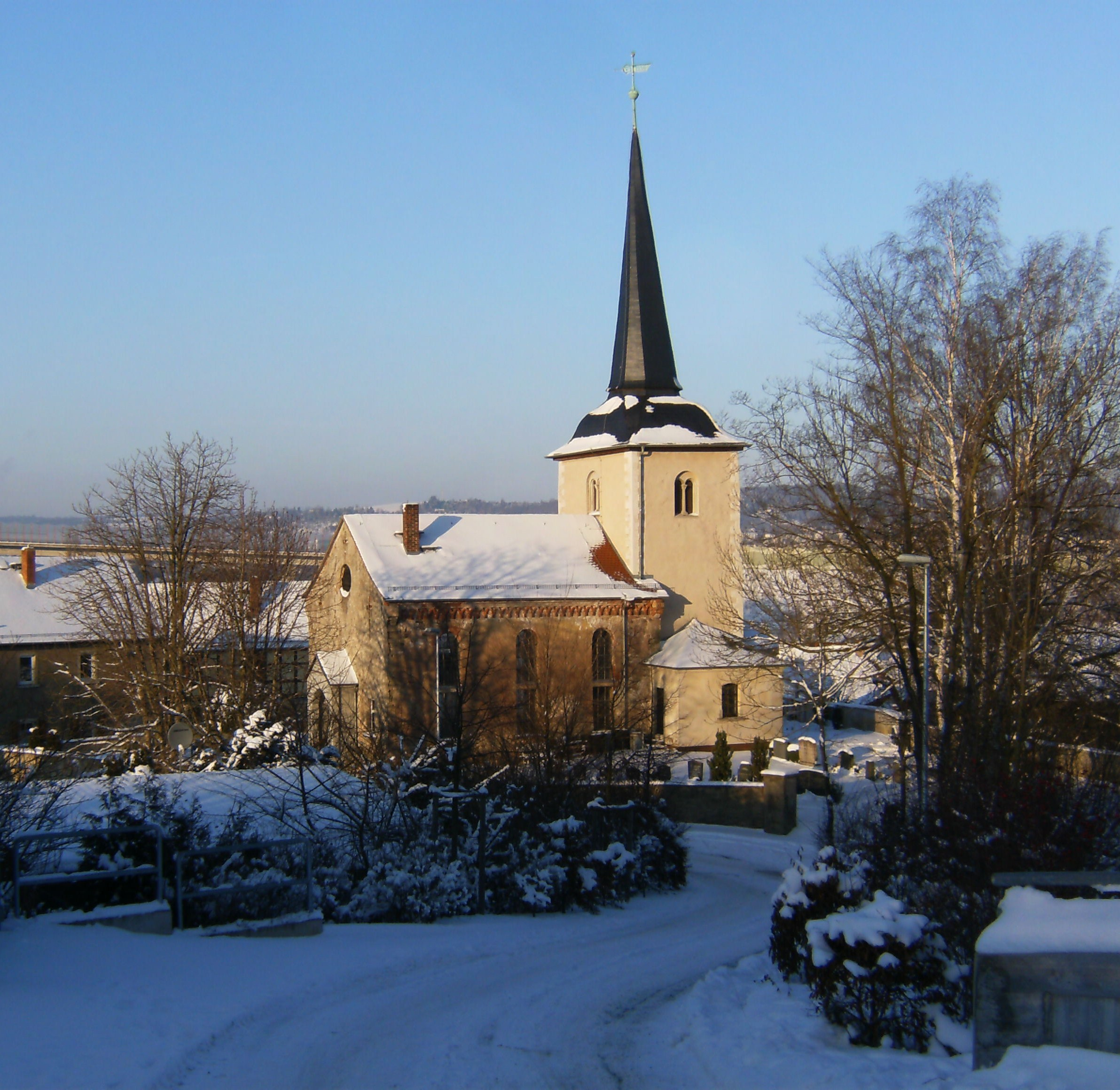
Die Kirche

Die evangelische Dorfkirche Thieschitz steht im Ortsteil Thieschitz der kreisfreien Stadt Gera in Thüringen. Sie gehört zur Kirchengemeinde Gera-Untermhaus im Kirchenkreis Gera der Evangelischen Kirche in Mitteldeutschland.

## Geschichte
1851 wurde die Dorfkirche auf den Resten einer Vorgängerkirche errichtet. 1867 erfolgte eine Verlängerung und Erhöhung des Langhauses verbunden mit der Veränderung der Apsis sowie Anbau der Sakristei und Vorhalle.
Der Turmoberteil besitzt einen Spitzhelm über der flachen Schweifkuppel. Der Turmunterteil der alten Vorgängerkirche ist  erhalten.